# 戴燝
戴燝（1561年—1627年），字亨融，號今梁，福建漳州府長泰縣人，軍籍，明朝政治人物。

## 生平
萬曆十年（1582年）壬午科鄉試九十名舉人。萬曆十四年，登丙戌科会试二十九名，第三甲第六名。刑部观政，任行人司行人。十九年八月选授南京浙江道監察御史，二十年巡视上江，二十二年升山東佥事，二十五年升廣東參議，二十七年調河南參議，二十七年升江西副使，二十九年考察調用。四十一年降四川參議，本年調貴州提学參議，四十四年拾遺，四十六年調四川松潘兵备右參議，天啓元年（1621年）三月升副使，天啓二年十月加升右參政，三年十一月录川贵捣巢解围功，升二级，官至四川按察使，卒于官。

## 著作
戴燝好古文词，与王一范，王恊梦、王从鹏以及从弟戴熺读书东山，号“东山五友”，为“伭云十三子”之一。有诗文集行世。

## 家族
曾祖父戴時宗，曾任都察院右僉都御史；祖父戴渭，生員；父親戴元勳，曾任楚府奉祀丞。母林氏。重庆下。兄戴燿，江西按察司按察使；戴炫；戴煜，俱监生。弟戴燽、戴熺、戴熒、戴爚，俱生员；戴煊，监生；戴鎣；戴焯；戴爌；戴鼎、戴焻、戴烇；戴熇。